# Life Below Zero
Sobrevivendo Abaixo de Zero (ou Life Below Zero°, em inglês), é uma série de Documentário que mostra as atividades diárias e estacionais dos caçadores de sustento, como eles vivem em áreas remotas do Alasca.  Produzido pela BBC, o programa vai ao ar na  National Geographic Americana.
No Brasil, vai ao ar pelo canal History.

## Elenco Principal
- Sue Aikens – Uma mulher de 54 anos e a única moradora do acampamento do rio Kavik no norte do Alasca. O campo está localizado diretamente adjacente ao rio Kavik, 307 quilômetros ao norte do Círculo Polar Ártico. Seu lema é "Se dói, não pense nisso".[2]
- Chip and Agnes Hailstone – Moram com seus sete filhos no rio Kobuk em Noorvik, 30 quilômetros ao norte do Círculo Polar Ártico. Chip morou em Kalispell, Montana, antes de se mudar para o Alasca. Agnes é nativa do Alasca, uma Inupiat nascida em Noorvik e é o único membro do elenco que passou a vida inteira no Alasca, além da mais longa. Ela tem laços familiares com a terra que se estendem por milhares de anos e conhecimento que foi passado de geração em geração. Embora Agnes seja mais o foco dos segmentos de Hailstones, toda a sua família aparece na tela com ela.[3]
- Glenn Villeneuve – Se mudou de Burlington, Vermont para o Alasca em 1999. Ele mora sozinho em Chandalar, a 320 quilômetros ao norte de Fairbanks, no Alasca e a 104 quilômetros ao norte do Círculo Polar Ártico.[4]
- Jessie Holmes – vive em Nenana, no Alasca, onde é pescador, caçador e piloto de trenó, morando sozinho com seus 40 cães de caça.[5]
- Andy Bassich – vive no Rio Yukon[6] perto de Eagle, Alasca com seus 25 cães de trenó. Ele veio para o Alasca depois de se mudar de Washington, D.C. com sua esposa Kate Bassich. Andy e Kate se divorciaram em 2016.
- Erik Salitan – Um jovem, estudado na vida no deserto, que vive a 107 quilômetros ao norte do Círculo Polar Ártico, em Wiseman, no Alasca.[7]
- Ricko DeWilde - Um Athabaskan Alasquiano, que se muda para uma cabana abandonada e remota de sua família, perto de Huslia, no Alasca. Mais tarde, ele visita seus filhos pequenos para ensinar-los sobre a vida de agricultura de subsistência.

1. ↑  «New Series "Life Below Zero" Explores the Incredible Lives of Six Alaskans Living Off the Land and Off the Grid in the Country's Most Vicious Climate». The Futon Critic. 24 de abril de 2013. Consultado em 10 de abril de 2017
2. ↑  «Sue Aikens - Life Below Zero Article». National Geographic Channels. 2 de maio de 2013. Consultado em 16 de julho de 2018. Cópia arquivada em 19 de dezembro de 2017
3. ↑  «Chip & Agnes Hailstone - Life Below Zero Article». National Geographic Channels. 2 de maio de 2013. Consultado em 16 de julho de 2018. Cópia arquivada em 22 de dezembro de 2017
4. ↑  «Glenn Villeneuve - Life Below Zero Article». National Geographic Channels. 22 de outubro de 2013. Consultado em 16 de julho de 2018. Cópia arquivada em 12 de dezembro de 2017
5. ↑  «Jessie Holmes – Life Below Zero Article». National Geographic Channels. 2 de novembro de 2015. Consultado em 16 de julho de 2018. Cópia arquivada em 1 de janeiro de 2018
6. ↑  «Andy Bassich - Life Below Zero Article». National Geographic Channels. 2 de maio de 2013. Consultado em 16 de julho de 2018. Cópia arquivada em 25 de novembro de 2017
7. ↑  «Erik Salitan - Life Below Zero Article». National Geographic Channels. 2 de maio de 2013. Consultado em 16 de julho de 2018. Cópia arquivada em 21 de dezembro de 2017